# Haus Broich (Willich)

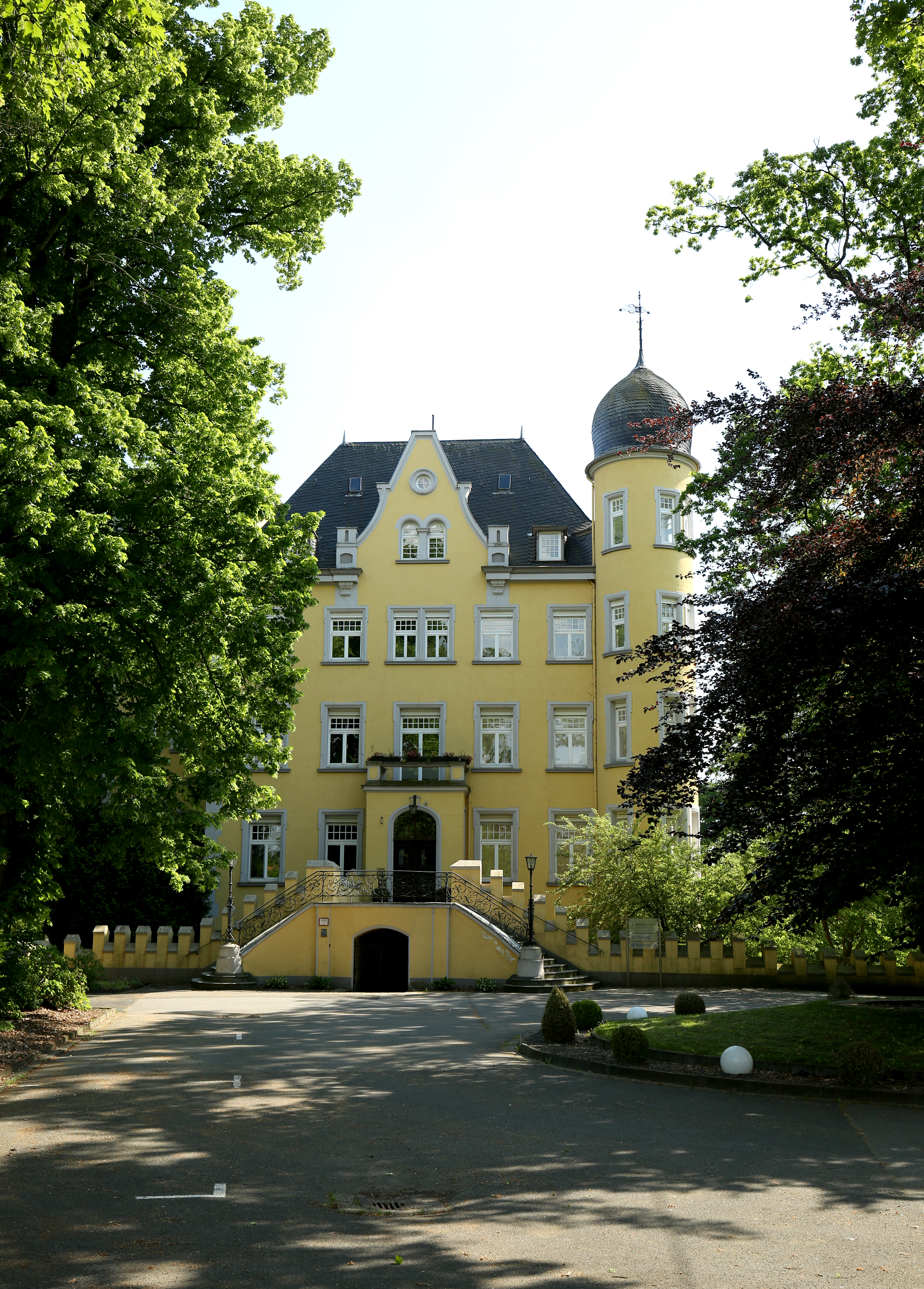

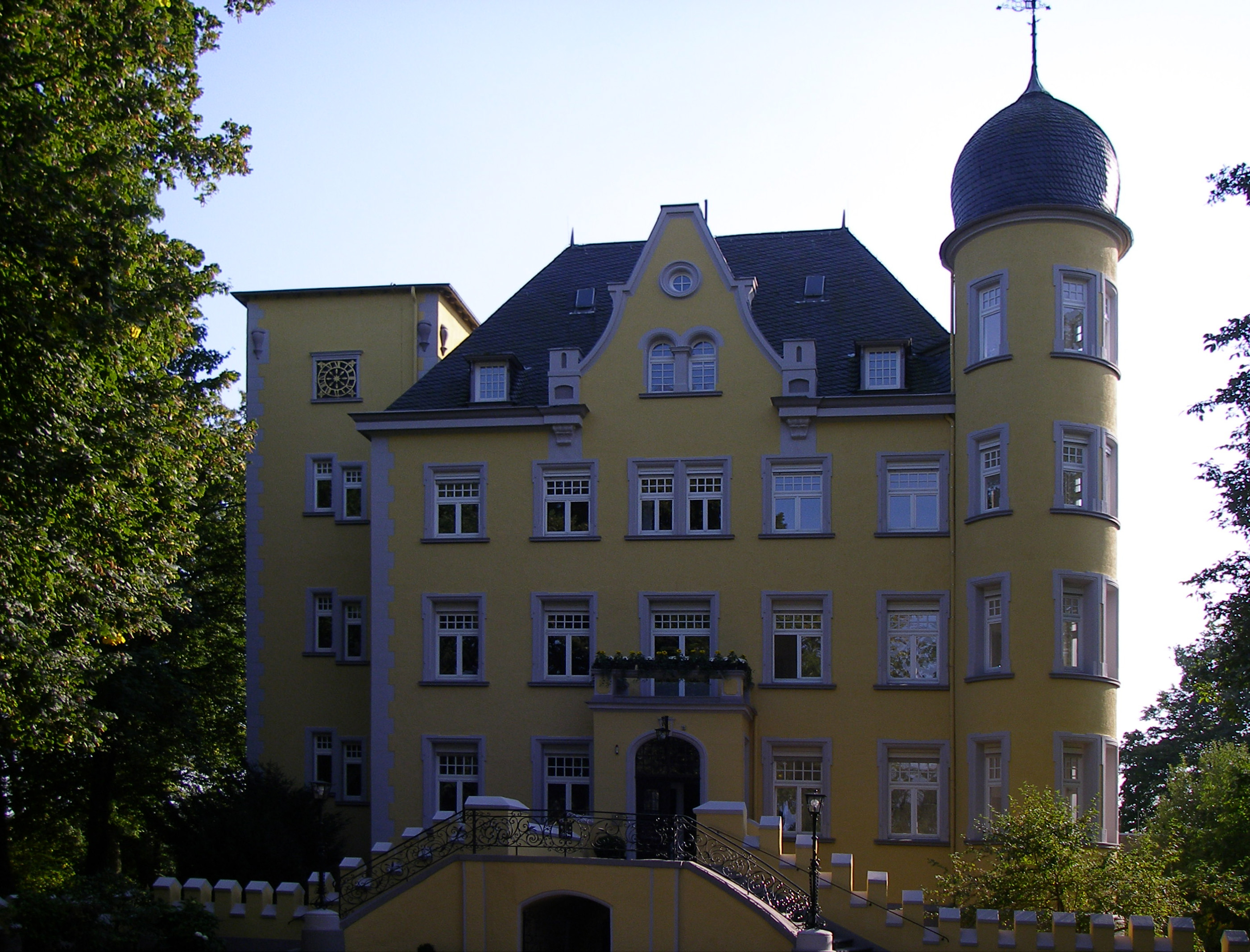
Haus Broich, Willich

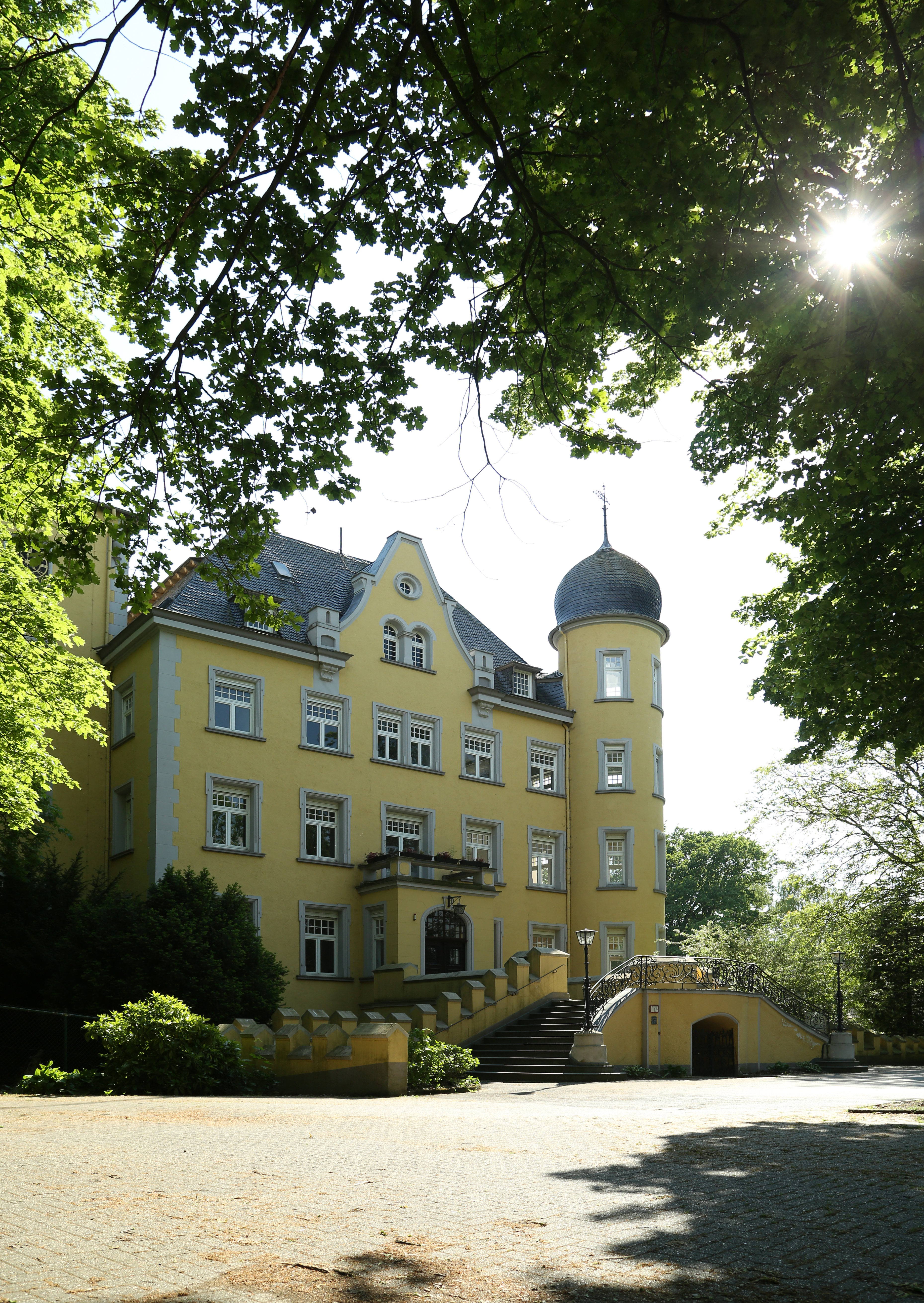

Haus Broich (von: Bruch = Sumpfgebiet) ist ein ehemaliges Rittergut in Willich zwischen den Stadtteilen Willich und Anrath. Das Gut wurde erstmals 1247 als Besitz von Adolf de Broich erwähnt. Nach zahlreichen Besitzwechseln, unter anderem an die Familie von der Brügghen, wurde Haus Broich 1694 als freiadliger, allodialer Rittersitz verkauft.
Nach einem Verkauf 1865 war das Gut unbewohnt und verfiel zusehends; bei einem Brand wurde die Vorburg weitgehend zerstört.
1895 wurde das Gut an einen Kölner Fabrikanten verkauft, der das Herrenhaus abreißen ließ und an dieser Stelle 1898 das heute als Haus Broich bekannte Schlösschen nach Plänen des Kölner Architekten Theodor Roß errichten ließ.
Die Wirtschaftsgebäude wurden um die Jahrhundertwende ebenfalls als Vierkanthof neu errichtet. Der Hof ist heute im Besitz des ehemaligen Springreit-Weltmeisters Norbert Koof und war von 2006 bis 2021 einer von zwei Standorten der Polizei-Landesreiterstaffel NRW.
Das Herrengebäude ist im Zweiten Weltkrieg bis auf die Zerstörung des oberen Teiles des großen Turmes unbeschädigt geblieben.
1946 kamen auf Anregung der damaligen Aachener Bischofs Johannes Joseph van der Velden Ordensschwestern der Kongregation der Schwestern von der hl. Elisabeth nach Haus Broich, um eine Besinnungsstätte für religiös orientierte Gruppen wie Pfadfinder oder Messdiener einzurichten. Kurz darauf wurde jedoch eine Gruppe von Heimatvertriebenen aus einem ebenfalls von Schwestern geleiteten Kinderheim im schlesischen Waldenburg aufgenommen, und die Einrichtung wurde als Kinderheim weitergeführt. Von 1956 bis 1976 war im Haus gleichzeitig ein Förderschulinternat zur Sprachförderung von Aussiedlerkindern. Das Kinderheim bestand bis 1986; danach wurde das Gebäude übergangsweise von Bewohnern eines Krefelder Altenheimes genutzt, deren Gebäude renoviert wurde.
1980 bis 1981 wurde das Torhaus instand gesetzt. 1994 wurde das Gebäude komplett renoviert, von 1995 bis 2006 wurde Haus Broich vom Orden als geistliches Zentrum benutzt.
Im September 2007 wurde das denkmalgeschützte Herrenhaus an die XCOM AG verkauft; dort waren von Mai 2008 bis Juni 2016 die Geschäftsräume der XCOM-Tochter Biw Bank für Investments und Wertpapiere.
Im Mai 2018 kaufte die BoMa Vermögensverwaltungsgesellschaft (Geschäftsführer: Luca Bonsignore) die Immobilie.

Sie hat sie der Privatschule Carpe Diem Haus Broich GmbH verpachtet, die dort eine Privatschule mit Internat betreibt.